# Pseudotsuga menziesii glauca
El abeto de Douglas (Pseudotsuga menziesii subsp. glauca) es una variedad de Pseudotsuga menziesii. Es originario de las regiones montañosas del interior de Norteamérica occidental. El estatus taxonómico de la Douglasia de montaña es disputado, tratado de forma diversa según los botánicos. Algunos lo consideran una variedad de la Pseudotsuga menziesii (Pseudotsuga menziesii var. glauca), subespecie (Pseudotsuga menziesii subsp. glauca), y más raramente (principalmente en el pasado) como una especie distinta (Pseudotsuga glauca). La fuerte diferenciación ecológica y genética sin ninguna intercalación significativa apoya que se la trate como una subespecie. Habita en poblaciones fragmentadas en México hasta los estados de Querétaro, Puebla y Tlaxcala. 

## Características

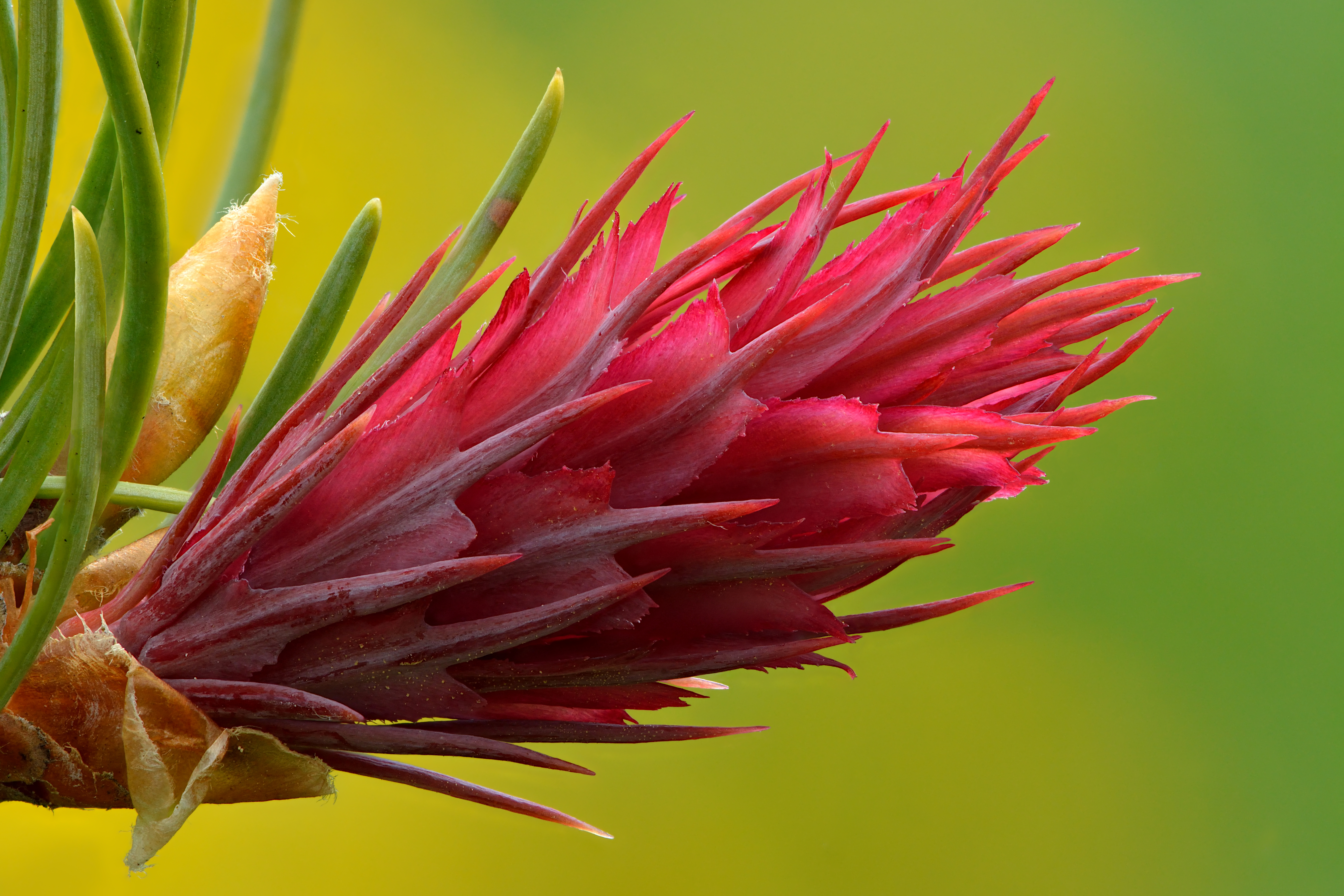
Cono

La Douglasia de montaña es un gran árbol, alcanzando de forma típica los 35–45 m en altura y 1 m en diámetro, con ejemplares excepcionales que se sabe que llegan hasta los 67 m de alto y 2 m de diámetro. Normalmente vive más de 500 años y ocasionalmente más de 1.200 años. La corteza en los árboles jóvenes es delgada, suave, gris, y cubierta por burbujas de resina. En los árboles maduros, es moderadamente gruesa (3–6 cm), acorchada aunque mucho menos que la Douglasia verde.

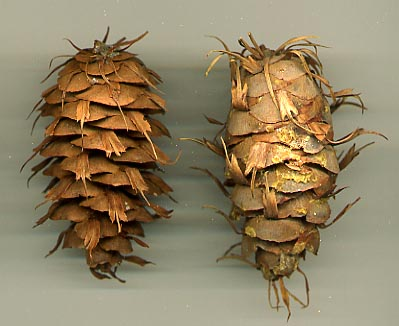
Conos de Douglasia de montaña
Izquierda: var. caesia, lago Shuswap, Columbia Británica, Canadá
Derecha: var. glauca, Montañas de Chiricahua, Arizona, Estados Unidos.

Los brotes son pardos o pardogrisáceos, suaves, pero no tanto como las de los abetos, y finamente pubescentes con pelos cortos dispersos. A diferencia de la Douglasia verde, la de montaña no tiene ningún aroma distintivo.
Hay dos variedades, que han resultado ser distintas en pruebas genéticas:
- Var. glauca - En inglés, Blue Douglas-fir, Colorado Douglas-fir (literalmente, "Douglasia de montaña azul", "Douglasia de montaña de Colorado"). En las Montañas Rocosas meridionales, al sur de los ríos Snake, Shoshone y Bighorn. Las hojas tienen un intenso verde azulado, 2–3 cm de largo. Las brácteas de las escamas del cono más anchas, a menudo flexionadas.
- Var. caesia (Schwer.) Franco - En inglés, Gray Douglas-fir, Fraser River Douglas-fir (literalmente, "Douglasia de montaña gris", "Douglasia de montaña del río Fraser"). Está en las montañas Rocosas septentrionales, al norte de los ríos Snake, Shoshone y Bighorn. Las acículas son de verde grisáceo a verde por encima 2–2,5 cm de largo. Las brácteas de las escamas del cono son más estrechas y no flexionadas.

## Distribución
El área de distribución de la Douglasia de montaña va desde el centro de la Columbia Británica y el suroeste de Alberta en Canadá hacia el sur pasando por los Estados Unidos hasta el extremo norte de México. El área de distribución es continua desde el norte de las Montañas Rocosas hacia el sur al este del estado de Washington, Oregón oriental, Idaho, Montana occedital y centro-meridinal y Wyoming occidental, pero se hace más discontinuo en el sur, confinada a las "sky islands" en las altas montañas de Utah, Colorado, Arizona y Nuevo México, con sólo unas pequeñas poblaciones aisladas en el este de Nevada, extremo occidental de Texas, y el norte de Coahuila, Chihuahua, y Sonora en México. Aparece desde una altitud de 600 m en el norte del área de distribución hasta 3.000 metros, raramente 3.200 m, en el sur. Más al oeste hacia la costa del Pacífico se ve reemplazado por P. menziesii subsp. menziesii, la otra variedad de Douglasia verde, y hacia el sur, se ve reemplazado por la Pseudotsuga lindleyana en las montañas altas que llegan por el sur hasta el estado de Oaxaca.

## Usos
La Douglasia de montaña es un valioso árbol para la producción de madera. Es una madera excepcionalmente fuerte. También sirve de árbol de Navidad.